# دکتر روح
دکتر روح (کره‌ای: 고스트 닥터; لاتین‌نویسی اصلاح‌شده: Goseuteu Dagteo) یک مجموعهٔ تلویزیونی کره جنوبی سال ۲۰۲۲ به کارگردانی بو سونگ-چول و بازی رین، کیم بوم، یوئی و سون نایون است. این مجموعه از سه ژانویه تا ۲۲ فوریه ۲۰۲۲، دوشنبه و سه‌شنبه‌ها ساعت ۲۲:۳۰ (کی‌اس‌تی) از تی‌وی‌ان برای ۱۶ قسمت پخش شد. این مجموعه همچنین برای استریم در تیوینگ، آی‌چی‌یی و ویو در دسترس است.

## بازیگران و شخصیت‌ها

### اصلی
- رین در نقش چا یونگ-مین: ۳۸ ساله[۵]
- کیم بوم در نقش گو سونگ-تاک: ۲۸ ساله[۶]
- یوئی در نقش جانگ سه-جین: ۳۸ ساله[۷]
- سون نایون در نقش اوه سو-جونگ: ۲۸ ساله